# Le Bouchet-Saint-Nicolas
Le Bouchet-Saint-Nicolas är en kommun i departementet Haute-Loire i regionen Auvergne-Rhône-Alpes i centrala Frankrike. Kommunen ligger i kantonen Cayres som tillhör arrondissementet Le Puy-en-Velay. År 2022 hade Le Bouchet-Saint-Nicolas 271 invånare.

## Befolkningsutveckling
Antalet invånare i kommunen Le Bouchet-Saint-Nicolas
| Referens: INSEE |